# آمبیلوب (بخش)
آمبیلوب (به لاتین: Ambilobe) یک بخش‌های ماداگاسکار در ماداگاسکار است که در دیانا (ماداگاسکار) واقع شده‌است.